# Старокульнянська сільська рада
Старокульня́нська сільська́ ра́да — колишня адміністративно-територіальна одиниця та орган місцевого самоврядування в Подільському районі Одеської області. Адміністративний центр — село Стара Кульна.

## Загальні відомості
Старокульнянська сільська рада утворена в 1921 році.
- Територія ради: 42,03 км²
- Населення ради: 1 067 осіб (станом на 2001 рік)

## Населені пункти
Сільській раді підпорядковані населені пункти:
- с. Стара Кульна

## Населення
Згідно з переписом УРСР 1989 року чисельність наявного населення сільської ради становила 1335 осіб, з яких 577 чоловіків та 758 жінок.
За переписом населення України 2001 року в сільській раді мешкало 1055 осіб.

### Мова
Розподіл населення за рідною мовою за даними перепису 2001 року:
| Мова       | Відсоток |
| ---------- | -------- |
| молдовська | 81,07 %  |
| українська | 13,40 %  |
| російська  | 5,15 %   |
| болгарська | 0,09 %   |
| вірменська | 0,09 %   |
| інші       | 0,20 %   |

## Склад ради
Рада складається з 12 депутатів та голови.
- Голова ради:
- Секретар ради: Овчеренко Олександр Вікторович

### Керівний склад попередніх скликань
| Прізвище, ім'я, по батькові  | Основні відомості                                            | Дата обрання | Дата звільнення |
| ---------------------------- | ------------------------------------------------------------ | ------------ | --------------- |
| Карауш Олександр Валерійович | Сільський голова, 1974 року народження, член Партії регіонів | 26.03.2006   | 31.10.2010      |

Примітка: таблиця складена за даними сайту Верховної Ради України

### Депутати
За результатами місцевих виборів 2010 року депутатами ради стали:

#### За суб'єктами висування
| Суб'єкт висування           | Кількість обраних депутатів | %    |
| --------------------------- | --------------------------- | ---- |
| Партія регіонів             | 9                           | 75   |
| Самовисування               | 2                           | 16,7 |
| Комуністична партія України | 1                           | 8,3  |

#### За округами
| № округу                    | Прізвище, ім'я, по батькові     | Дата визнання обраним | Освіта  | Партійна приналежність | Відомості про обраного депутата                                                                          |
| --------------------------- | ------------------------------- | --------------------- | ------- | ---------------------- | --- |
| Комуністична партія України |                                 |                       |         |                        | |
| 11                          | Банташ Андрій Миколайович       | 01.11.2010            | середня | позапартійний          | ТОВ «Старокульнянське», головний електрик                                                                |
| Партія регіонів             |                                 |                       |         |                        | |
| 1                           | Шевчук Володимир Миколайович    | 01.11.2010            | вища    | позапартійний          | ТОВ «Старокульнянське», головний агроном                                                                 |
| 2                           | Овчеренко Олександр Вікторович  | 01.11.2010            | вища    | позапартійний          | Старокульнянське відділення ветеринарної медицини, завідувач                                             |
| 3                           | Малюта В'ячеслав Володимирович  | 01.11.2010            | середня | позапартійний          | територіальний центр соціального обслуговування пенсіонерів та одиноких непрацездатних громадян, завгосп |
| 4                           | Талапчук Наталія Едуардівна     | 01.11.2010            | вища    | член Партії регіонів   | ТОВ «Старокульнянське», обліковець                                                                       |
| 5                           | Тімуш Василь Арсенійович        | 01.11.2010            | середня | позапартійний          | ТОВ «Старокульнянське», тракторист                                                                       |
| 7                           | Овчеренко Олексій Миколайович   | 01.11.2010            | вища    | позапартійний          | ТОВ «Старокульнянське», бригадир                                                                         |
| 8                           | Овчеренко Людмила Олександрівна | 01.11.2010            | вища    | позапартійна           | Старокульнянська загальноосвітня школа І-ІІІ ст., вчитель                                                |
| 10                          | Банташ Олексей Миколайович      | 01.11.2010            | середня | член Партії регіонів   | Центр електрозв'язку № 5 відкритого акціонерного товариства «Укртелеком», електромонтер                  |
| 12                          | Кабак Ганна Василівна           | 01.11.2010            | вища    | член Партії регіонів   | Бібліотека с. Стара Кульна, завідувачка                                                                  |
| Самовисування               |                                 |                       |         |                        | |
| 6                           | Шевченко Наталія Петрівна       | 01.11.2010            | вища    | позапартійна           | Старокульнянська сільська рада, головний бухгалтер                                                       |
| 9                           | Бабіна Лідія Олександрівна      | 01.11.2010            | вища    | позапартійна           | Гавіносська загальноосвітня школа І-ІІІ ст., вчитель                                                     |